# Институт прикладных математических исследований КарНЦ РАН
Институт прикладных математических исследований (ИПМИ КарНЦ РАН) — федеральное государственное бюджетное учреждение науки в составе Карельского научного центра РАН. Расположен в Петрозаводске.

## История
В 1969 году при Президиуме Карельского филиала АН СССР была организована лаборатория математических методов и вычислительной техники, преобразованная в 1975 году в Отдел математических методов автоматизации научных исследований и проектирования, как самостоятельное научное подразделение. В его составе было 4 лаборатории с численностью 43 человека. В 1992 г. постановлением Президиума КарНЦ РАН и в соответствии с рекомендациями Отделения математики РАН, отдел был переименован в Отдел математики и анализа данных. В разное время отделом руководили Г. А. Борисов, А. Д. Сорокин.
В 1999 году решением Президиума РАН Отдел был реорганизован в Институт прикладных математических исследований. После создания Института тематика фундаментальных исследований расширилась и получила дальнейшее развитие.
С 2009 года является учредителем журнала Математическая теория игр и её приложения.

## Основные научные направления
1. Исследование проблем дискретной математики, математического программирования, теории вероятностей, математической и прикладной статистики;
2. Исследование и разработка методов математического и информационного моделирования с целью решения экологических, энергетических и других проблем природной и социально-культурной среды республики Карелия;
3. Исследование и разработка информационных и телекоммуникационных систем для обеспечения проведения фундаментальных исследований.
В рамках этих направлений решаются следующие проблемы:
- теоретические исследования в дискретной математике и прикладной статистике;
- разработка алгоритмических и программных средств математического моделирования с использованием статистических и численных методов;
- применение методов и программных средств математического моделирования для решения экологических, энергетических и экономических задач;
- исследование и разработка информационно-телекоммуникационных систем для проведения фундаментальных исследований, развитие технологий GRID;
- исследование и разработка систем искусственного интеллекта.

В структуре института функционирует учебно-научный комплекс, в состав которого входят филиалы кафедр теории вероятностей и анализа данных, а также информатики и математического обеспечения ПетрГУ.

## Директор Института
- С 1999 года — Мазалов, Владимир Викторович — организатор и первый директор Института.
- С 2024 года — Заика, Юрий Васильевич.

## Сотрудники Института
Институт состоит из 5 лабораторий. На 01.03.2024 года коллектив института насчитывает 42 сотрудника, из них 26 научных сотрудников, в том числе 9 докторов и 17 кандидатов наук.
Доктора наук:
- Заика, Юрий Васильевич
- Кириллов, Александр Николаевич
- Мазалов, Владимир Викторович
- Морозов, Евсей Викторович
- Павлов, Юрий Леонидович
- Соколов, Андрей Владимирович
- Печников, Андрей Анатольевич
- Реттиева Анна Николаевна
- Румянцев Александр Сергеевич[2]